# Candy Candy (chanson)
Pour les articles homonymes, voir Candy.
Singles de Kyary Pamyu Pamyu
Tsukema Tsukeru
(11 janvier 2012) Fashion Monster
(17 octobre 2012)
Candy Candy (écrit en capitales : CANDY CANDY) est le deuxième single physique de la chanteuse japonaise Kyary Pamyu Pamyu.

## Présentation
Le single sort le 4 avril 2012 au Japon au format CD sur le label Unborde de Warner Music Group, en deux éditions, régulière et limitée, avec des couvertures différentes. Il est écrit, composé et produit par Yasutaka Nakata. Il atteint la 8e place du classement des ventes hebdomadaires de singles de l'oricon, et reste classé pendant huit semaines.
La chanson-titre était déjà sortie numériquement (en téléchargement) le 13 mars 2012 ; elle a été utilisée comme thème musical pour une publicité, et pour une émission de Fuji TV. Cette chanson est utilisée pour une publicité du produit BREO de la compagnie Ezaki Glico. Elle figurera sur l'album Pamyu Pamyu Revolution qui sort le mois suivant. La chanson en "face B" est Demo Demo Mada Mada. Le single contient un troisième titre, une version remixée de la chanson Chōdo Ii no parue l'année précédente sur le mini-album Moshi Moshi Harajuku de la chanteuse. Une version remixée de la chanson-titre figurera sur son quatrième single, Kimi ni 100 Percent / Furisodeshon.

## Liste des titres
Toutes les chansons sont écrites et composées par Yasutaka Nakata.
| 1. | Candy Candy (CANDY CANDY)                      | 3:51 |
| 2. | Demo Demo Mada Mada (でもでもまだまだ)         | 4:13 |
| 3. | Chōdo Ii no -extended mix- (ちょうどいいの...) | 4:25 |